# Puchar Narodów Oceanii w Piłce Ręcznej Mężczyzn 2010
|  | Puchar Narodów Oceanii 2008 << >> Puchar Narodów Oceanii 2012 |

Puchar Narodów Oceanii w piłce ręcznej mężczyzn 2010 – turniej piłki ręcznej, który odbył się w dniach 8-10 maja 2010 w Porirua w Nowej Zelandii. Wszystkie mecze rozgrywane były w hali Te Rauparaha Arena. Do turnieju przystąpiły trzy reprezentacje narodowe – Australia, Nowa Zelandia oraz Wyspy Cooka. Turniej pełnił jednocześnie rolę eliminacji strefowych do mistrzostw świata 2011 w Szwecji – zwycięski zespół otrzymywał bezpośredni awans. Spotkania rozegrano systemem każdy z każdym, mecz i rewanż. Każda z drużyn w jednym z trzech dni turnieju musiała rozegrać dwa spotkania (rano i wieczorem).
Turniej, w odróżnieniu od poprzednich, został zorganizowany przez Oceania Continent Handball Federation (OCHF). Miało to miejsce w związku z zawieszeniem przez Międzynarodową Federację Piłki Ręcznej Federacji Piłki Ręcznej Oceanii.

## Tabela i wyniki
Zdecydowanym zwycięzcą turnieju okazał się zespół Australii. Drużyna ta osiągnęła sukces, wysoko pokonując swoich rywali we wszystkich czterech spotkaniach. Drugie miejsce zajęła ekipa Nowej Zelandii, nie dając szans drużynie z Wysp Cooka, której przypadł brązowy medal.
| Drużyna       | Mecze | Z | R | P | Gole zdobyte | Gole stracone | Gole różnica | Punkty |
| ------------- | ----- | - | - | - | ------------ | ------------- | ------------ | ------ |
| Australia     | 4     | 4 | 0 | 0 | 147          | 53            | +94          | 8      |
| Nowa Zelandia | 4     | 2 | 0 | 2 | 100          | 93            | +7           | 4      |
| Wyspy Cooka   | 4     | 0 | 0 | 4 | 53           | 154           | -101         | 0      |

| 8 maja 2010  |               |                  |               |  |
| 10:30        | Australia     | 43 – 13 (16 – 3) | Wyspy Cooka   |  |
| 19:00        | Australia     | 30 – 17 (17 – 7) | Nowa Zelandia |  |
| 9 maja 2010  |               |                  |               |  |
| 10:30        | Nowa Zelandia | 16 – 30 (6 – 15) | Australia     |  |
| 19:00        | Wyspy Cooka   | 21 – 36 (7 – 23) | Nowa Zelandia |  |
| 10 maja 2010 |               |                  |               |  |
| 11:30        | Wyspy Cooka   | 7 – 46 (4 – 22)  | Australia     |  |
| 20:00        | Nowa Zelandia | 31 – 12 (17 – 5) | Wyspy Cooka   |  |

## Kolejność końcowa
1. Australia – złoty medal, awans do mistrzostw świata 2011
2. Nowa Zelandia – srebrny medal, nagroda fair play[3]
3. Wyspy Cooka – brązowy medal

## Strzelcy bramek
Królem strzelców turnieju został James Blondell z Australii. Tytuł uzyskał,  zdobywając 22 bramki w całym turnieju. Drugie miejsce zajęli ex aequo Tommy Fletcher z Australii i Tim Nuthall z Nowej Zelandii. Obaj mieli na koncie po 17 bramek. Na trzeciej pozycji z dorobkiem 16 bramek uplasowali się Daniel Kelly, Luka Krajnc, Bojan Stojanovic (wszyscy Australia) oraz Tom McKay (Nowa Zelandia). Liczbę dziesięciu strzelonych bramek przekroczyli jeszcze Michael Thomas (15), Ognjen Matic (14) – Australia, Patrick Whatman (14), Evan Clare (11) – Nowa Zelandia oraz Gene Robinson (12) i Peter John (11) – Wyspy Cooka.